# Lophuromys luteogaster
Lophuromys luteogaster és un rosegador del gènere Lophuromys que viu a l'est de la República Democràtica del Congo i és coneguda a només quatre zones, situades de 800 a 1.100 metres d'altitud: Irangi, Bafwasende, Medje i Tungula. Aquesta espècie pertany al subgènere Kivumys.
L. luteogaster és un Lophuromys petit i de cua llarga. La part superior del cos és de color marró fins a marró fosc i la part inferior de color vermell. Les orelles són cobertes de pèls gris. La llargada corporal és d'entre 90 i 113 mm, la llargada de la cua d'entre 90 i 117, les potes posteriors d'entre 19 i 22,5 mm, la llargada de les orelles d'entre 16,5 i 19 mm, la llargada del crani d'entre 27,2 i 29,6 mm i el pes d'entre 28 i 41 grams. Menja gairebé només invertebrats.